# Lista de cidades da Carolina do Sul

Localização da Carolina do Sul nos Estados Unidos.

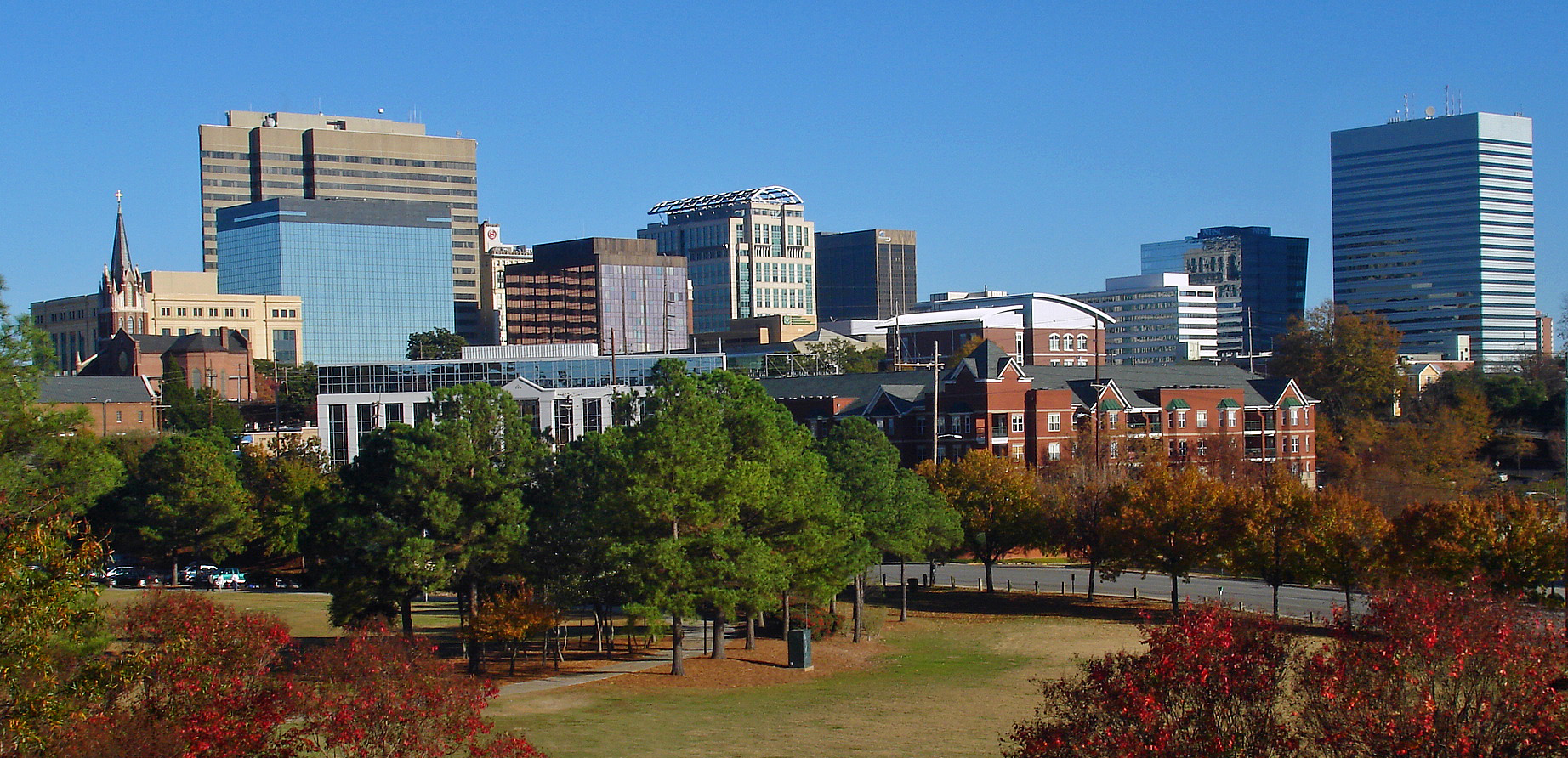
Columbia, capital e maior cidade da Carolina do Sul.

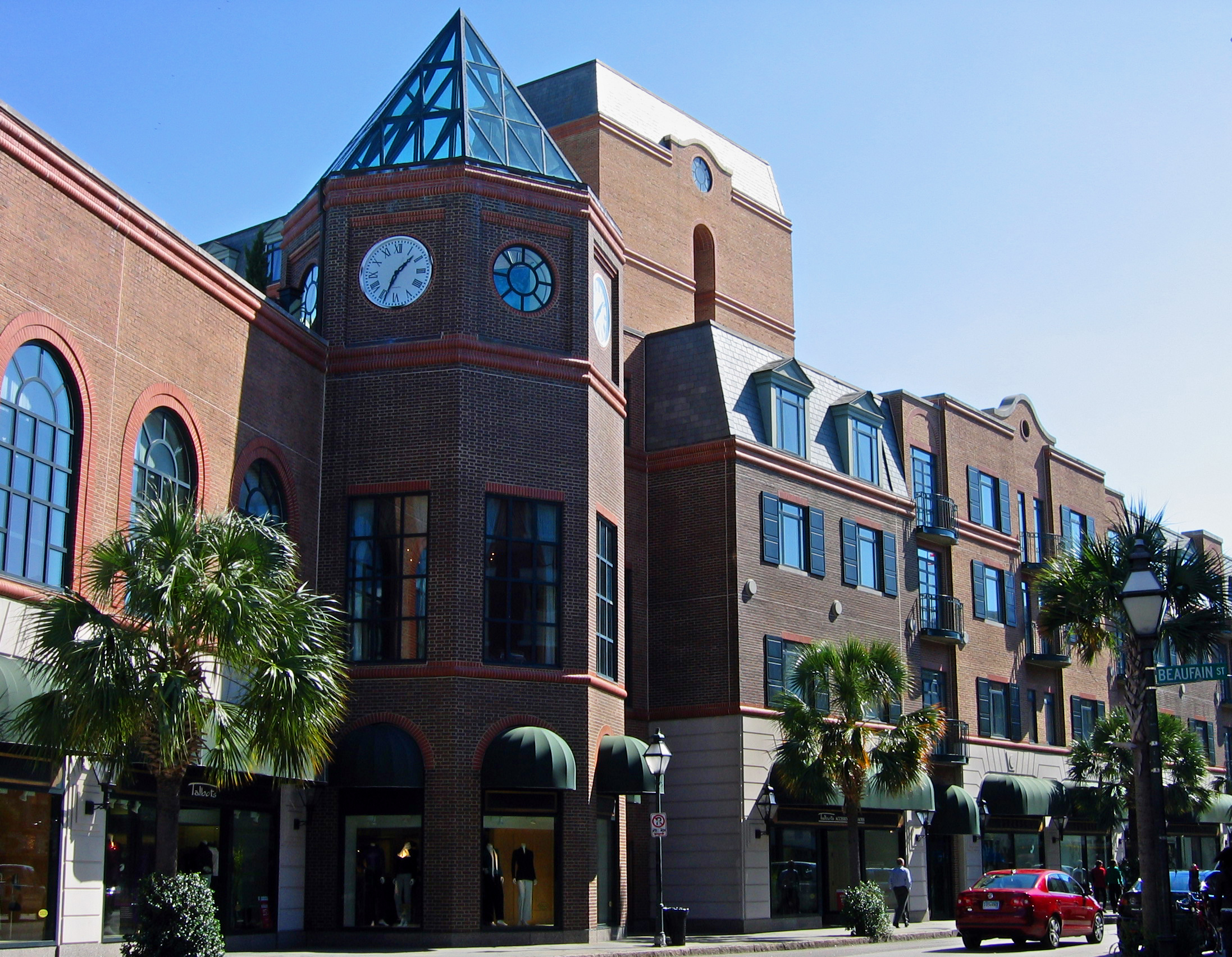
Charleston, segunda maior cidade do estado.

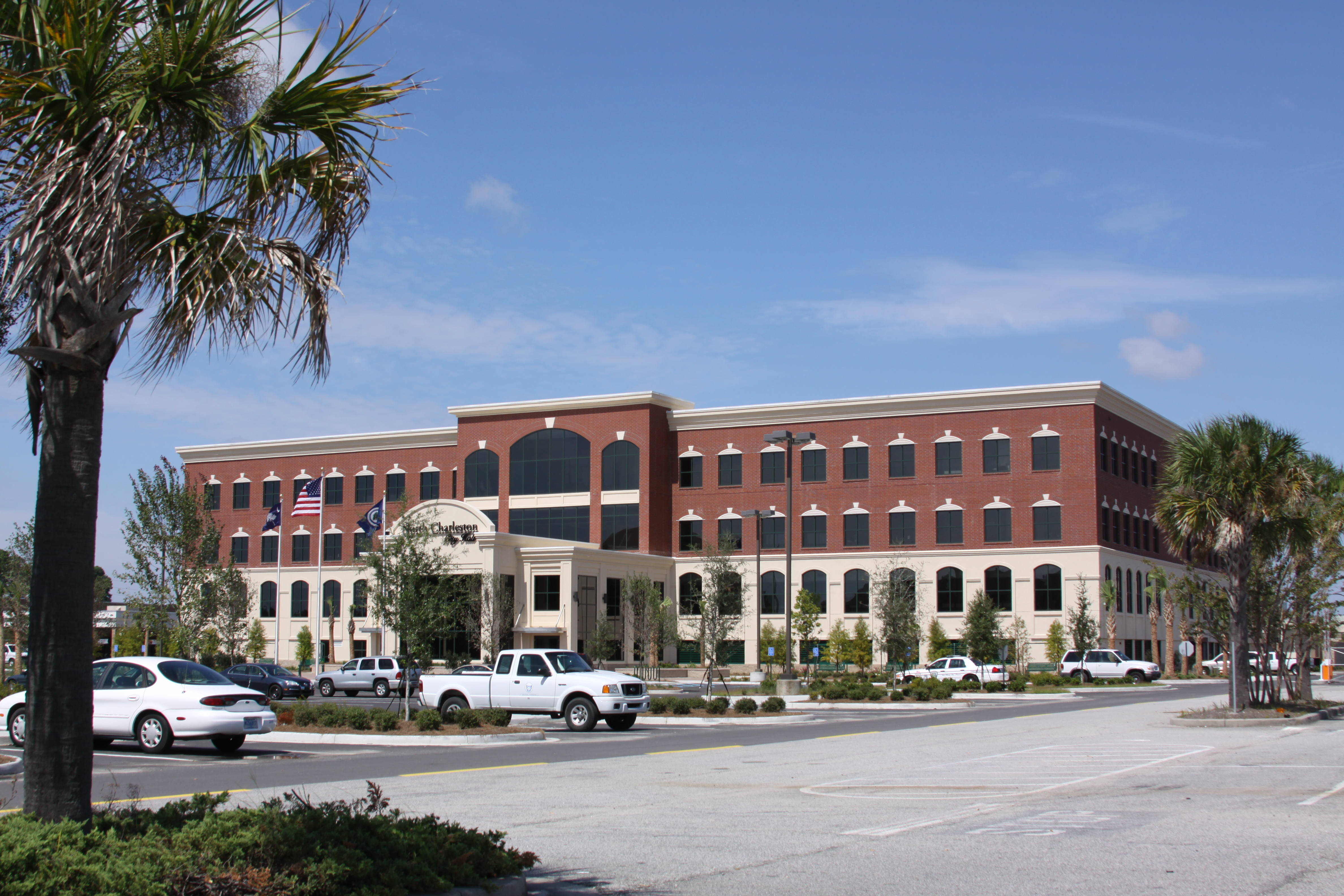
North Charleston, terceira maior cidade do estado.

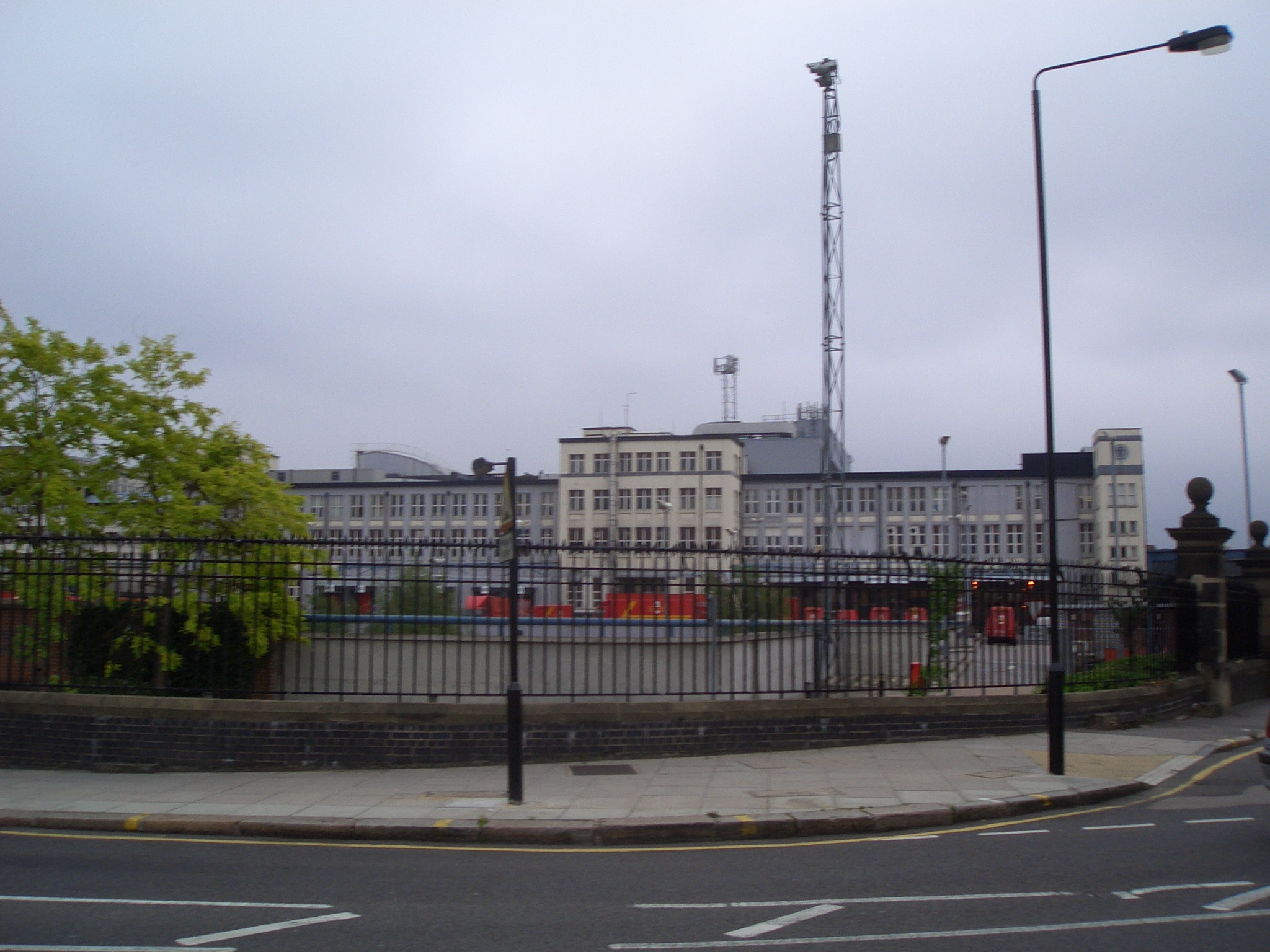
Mount Pleasant, quarta maior cidade do estado.

A Carolina do Sul é um estado que compreende a região sul dos Estados Unidos. Segundo o censo dos Estados Unidos de 2010, a Carolina do Sul é o 24º estado mais populoso, com 4.625.401 habitantes, e o 10º menor por área terrestre medindo cerca de 77.856,9 km² de área. A Carolina do Sul é dividida em 46 condados e contém 269 municípios incorporados consistindo de cidades e vilas. Os municípios incorporados da Carolina do Sul cobrem somente 5.8% da área do estado, no entanto esta pequena porcentagem de terra é o lar de 35.4% de sua população. Na incorporação, os municípios podem escolher ser nomeados como "Cidade de" ou "Vila de", porém não há nenhuma diferença legal entre os dois no estado.

## A
- Abbeville
- Aberdeen
- Aiken
- Allendale
- Anderson
- Andrews
- Arcadia Lakes
- Atlantic Beach
- Awendaw
- Aynor

## B
- Baldwin
- Bamberg
- Barnwell
- Batesburg-Leesville
- Bath
- Beaufort
- Beech Island
- Belton
- Bennettsville
- Bethune
- Bishopville
- Blacksburg
- Blackville
- Blair
- Blenheim
- Bluffton
- Blythewood
- Bonneau
- Bowman
- Branchville
- Briarcliffe Acres
- Brunson
- Burnettown

## C
- Calhon Falls
- Camden
- Cameron
- Campobello
- Capers Island
- Carlisle
- Catawba
- Cayce
- Central
- Central Pacolet
- Chapin
- Charleston
- Cheraw
- Cherokee Falls
- Chesnee
- Chester
- Chesterfield
- Clemson
- Clinton
- Clio
- Clover
- Columbia
- Conway
- Cooper River
- Cope
- Cordova
- Cottageville
- Coward
- Cowpens
- Cross Hill

## D
- Darlington
- Denmark
- Dillon
- Donalds
- Due West
- Duncan
- Dunn

## E
- Easley
- Eastover
- Edgefield
- Edisto Beach
- Ehrhardt
- Elgin
- Elko
- Elloree
- Enoree
- Estill
- Eutawville

## F
- Fairfax
- Fairforest
- Florence
- Folly Beach
- Forest Acres
- Fort Lawn
- Fort Mill
- Fountain Inn
- Frogmore
- Furman

## G
- Gaffney
- Gaston
- Georgetown
- Gifford
- Gilbert
- Goose Creek
- Govan
- Grace
- Graniteville
- Gray Court
- Great Falls
- Greeleyville
- Greenville
- Greenwood
- Greer

## H
- Hampton
- Hanahan
- Hardeeville
- Harleyville
- Harmony
- Hartsville
- Heath Springs
- Hemingway
- Hickory Grove
- Hilda
- Hilton Head Island
- Hodges
- Holy Hill
- Hollywood
- Honea Path

## I
- Inman
- Irmo
- Isle of Palms
- Iva

## J
- Jackson
- Jacksonboro
- James Island
- Jamestown
- Jefferson
- Johns Island
- Johnsonville
- Johnston
- Jonesville

## K
- Kershaw
- Kiawah Island
- Kings Creek
- Kingstree
- Kline

## L
- Ladson
- Lake City
- Lancaster
- Lando
- Landrum
- Langley
- Latta
- Laurens
- Leeds
- Leesville
- Lexington
- Liberty
- Little Mountain
- Lodge
- Loris
- Lowndesville
- Lowrys
- Lugoff
- Lyman

## M
- Manning
- Marion
- Mauldin
- McBee
- Moncks Corner
- Moore
- Mount Holly
- Mount Laurent
- Mount Pleasant
- Mullins
- Myrtle Beach

## N
- Newberry
- Nichols
- North Charleston

## O
- Orangeburg

## P
- Parris Island
- Pickens
- Piedmont
- Pineville
- Pontiac
- Prosperity
- Port Royal

## R
- Rapid City
- Richburg
- Ridgeville
- Rock Hill
- Rockhill
- Roebuck
- Rowesville
- Ruffin

## S
- Sampit
- Seneca
- Simpsonville
- Society Hill
- Spartanburg
- St George
- St Matthews
- Startex
- Stone
- Summerville
- Summit
- Sumter

## T
- Taylors
- Travelers Rest

## U
- Union
- Union South Carolina

## V
- Van Wyck

## W
- Wagener
- Walhalla
- Walterboro
- Wellford
- West Columbia
- Westminster
- Williston
- Winnsboro

## Y
- York